# شاخص بیگ مک

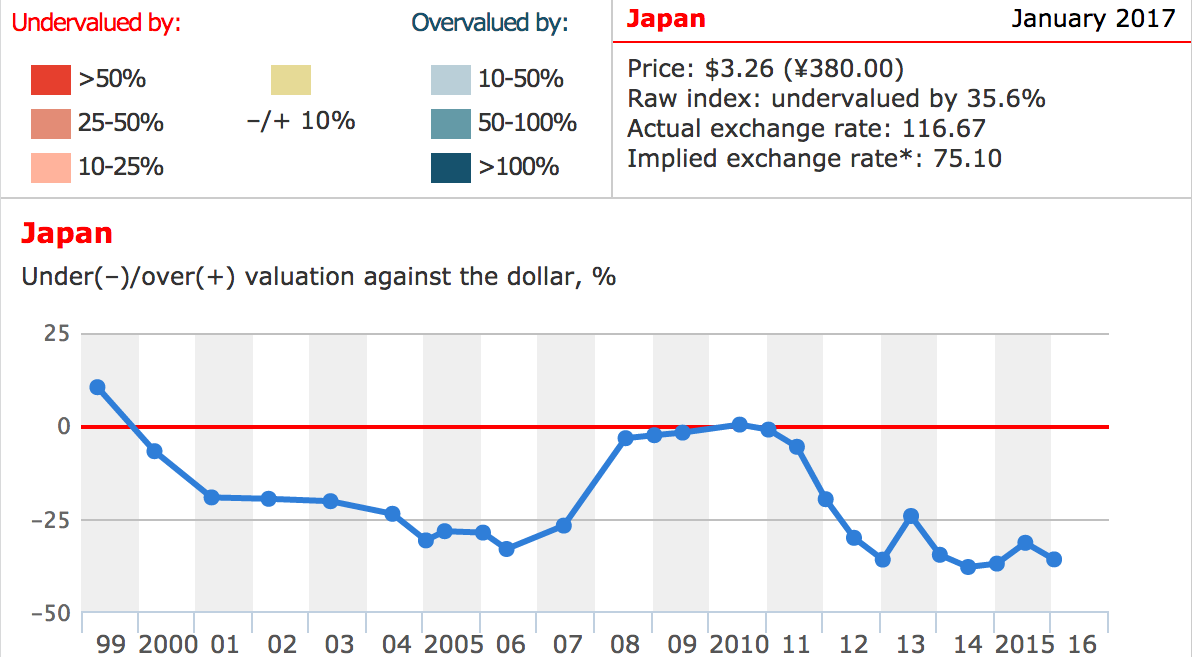
شاخص بيگ مك راهی‌ است غیررسمی برای سنجش برابری قدرت خرید دو واحد پول که از طریق آن می‌توان به نرخ برابری واحد پول در بازار کشورهای مختلف دست‌یافت

شاخص بیگ مک (به انگلیسی: Big Mac Index) راهی‌است غیر رسمی برای سنجش برابری قدرت خرید دو واحد پول که از طریق آن می‌توان به نرخ برابری واحد پول در بازار کشورهای مختلف دست‌یافت. این شاخص بر مبنای برابری قدرت خرید عمل می‌کند.
یکی از روش‌های معمولاً برای توضیح برابری قدرت خرید شاخص بیگ مک است، ساندویچ شرکت مک دونالد در حدود ۱۲۰ کشور تولید می‌شوند. این شاخص در سال ۱۹۸۶ (میلادی) توسط اکونومیست برای اندازه‌گیری نرخ برابری ارزها معرفی شد. در این شاخص با عطف به اینکه قیمت یک ساندویچ در هر کشور چقدر است و افراد برای خرید جنس مشابه چقدر می‌پردازند نرخ برابری را می‌سنجد.

## مقایسه

### گرانترین‌های بر حسب کشور در ماه ژوئیه ۲۰۰۸[۲]
1. نروژ - ۷٫۸۸ دلار آمریکا
2. سوئد - ۶٫۳۷ دلار آمریکا
3. سویس - ۶٫۳۶ دلار آمریکا
4. ایسلند - ۵٫۹۷ دلار آمریکا
5. دانمارک - ۵٫۹۵ دلار آمریکا

### مناسب‌ترین‌ها بر حسب کشور در ماه ژوئیه ۲۰۰۸[۲]
1. مالزی - ۱٫۷۰ دلار آمریکا
2. هنگ کنگ - ۱٫۷۱ دلار آمریکا
3. چین - ۱٫۸۳ دلار آمریکا
4. تایلند - ۱٫۸۶ دلار آمریکا
5. سریلانکا - ۱٫۹۵ دلار آمریکا